# Oscar Wieselgren
Oscar Harald Wieselgren, född 13 oktober 1886 i Stockholm, död 21 december 1971, var en svensk bibliotekarie och riksbibliotekarie 1940–1952.

## Biografi
Wieselgren föddes som son till generaldirektör Sigfrid Wieselgren (son till nykterhetsivraren Peter Wieselgren) och hans hustru Gertrud Odencrants. Oscar Wieselgren gifte sig 1926 med Greta Hedén. Även hans farbror Harald Wieselgren var bibliotekarie.
Oscar Wieselgren studerade vid Uppsala universitet, där han blev filosofie kandidat 1908 och filosofie doktor 1910. Han anställdes 1910 vid Kungliga biblioteket, där han 1914 blev andre bibliotekarie, 1916 förste bibliotekarie, 1922 ordinarie och föreståndare för handskriftsavdelningen samt 1940–1952 riksbibliotekarie. 
Wieselgren är begravd på Skogskyrkogården i Stockholm.

## Utmärkelser och ledamotskap
- 1923: ledamot av Samfundet för utgivande av handskrifter rörande Skandinaviens historia